# Iced VoVo
Iced VoVo je australská sušenka z pšeničné mouky přelitá pruhem růžového fondánu, která má z obou stran proužku malinového džemu a je sypaná kokosem. Je to produkt americko-australské firmy Arnott's se sídlem v Austrálii. Dříve známa jako Iced Vo-Vo sušenky. Značka byla poprvé registrována v roce 1906. Podobný výrobek (nazvaný Mikado) byl prodáván v Irsku Jacobem v roce 1888, jen byl přelit růžovou marshmallow namísto růžového fondantu.

## Zajímavost

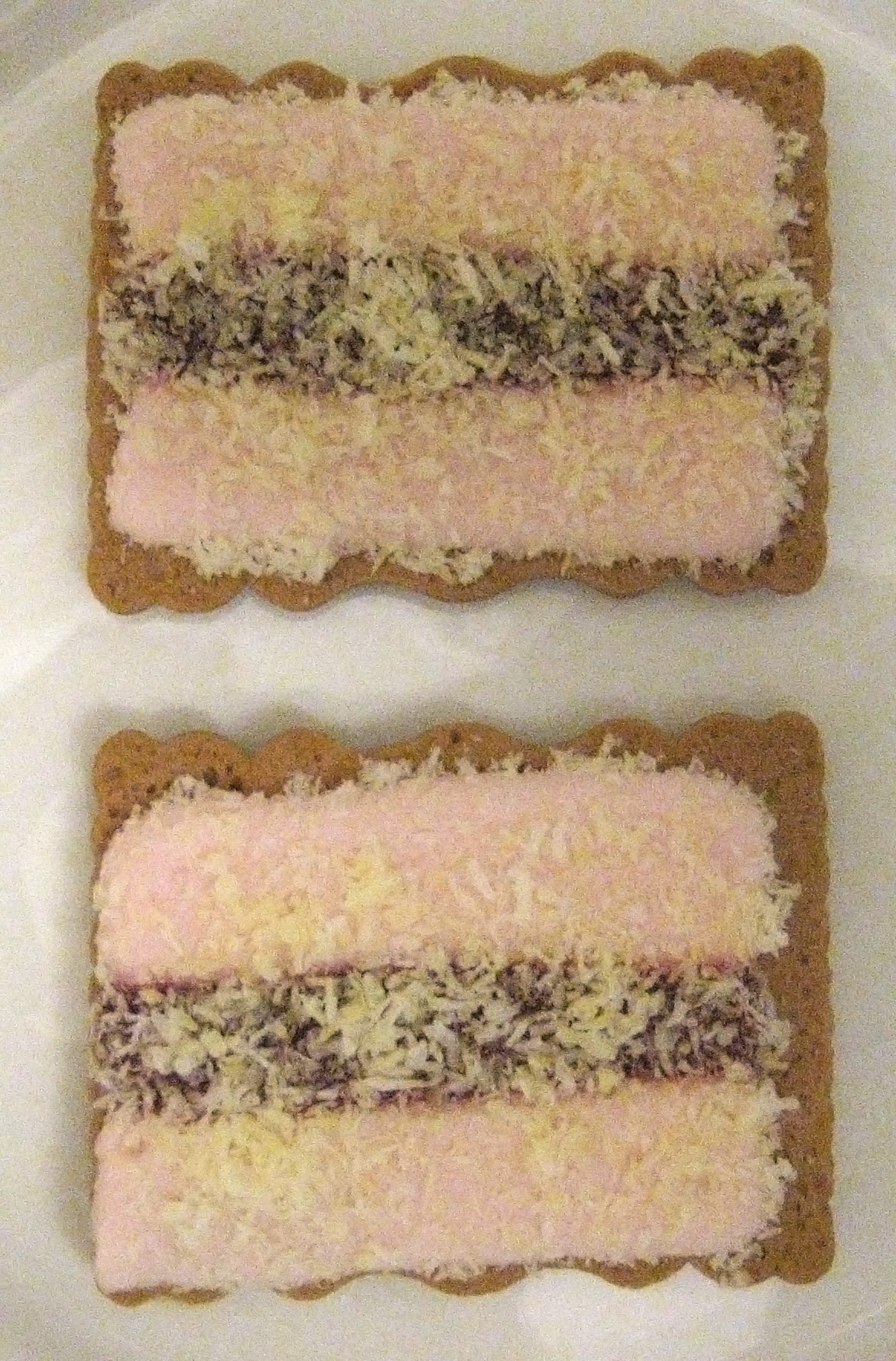
Iced VoVo detailněji

Dne 24. listopadu 2007 se australský premiér Kevin Rudd ve svém projevu o vítězství ve volbách, žertem zmínil o Iced VoVos a naléhal na svůj tým, aby mu donesli silný šálek čaje s ledovým VoVo. Toto údajně vedlo ke zvýšení prodeje Iced VoVo v celé Austrálii.